# 杨坪乡
杨坪乡，是中华人民共和国四川省广安市广安区曾经下辖的一个乡。2019年12月，撤销杨坪乡，将其所属行政区域划归兴平镇管辖。

## 行政区划
杨坪乡撤销前下辖以下地区：
仙鱼村、老鹰村、长沟村、坪洋村、石坡村、江桠村、华严村、双石村、鲤鱼村、龙须村、六合村、双溪村和滦塘村。